# Filaret Jewgenjewitsch Teleschnikow
Filaret Jewgenjewitsch Teleschnikow (russisch Филарет Евгеньевич Тележников; * Dezember 1897; † 10. März 1943) war ein sowjetischer Philosoph. Von 1924 bis 1938 lehrte er Philosophie an mehreren Moskauer Universitäten, darunter die Kommunistische Universität der Werktätigen des Ostens. Während der Stalinschen Säuberungen wurde Teleschnikow verhaftet. Er starb im März 1943 im Gefängnis.

## Deutschsprachige Veröffentlichungen
- Engels als Theoretiker des historischen Materialismus. In: O. J. Schmidt (Hg.): Friedrich Engels, der Denker und Revolutionär. Verlag Zürich, Ring. 1935

## Quelle
- https://www.ozon.ru/context/detail/id/18506882/

| Personendaten    | Personendaten                             |
| ---------------- | ----------------------------------------- |
| NAME             | Teleschnikow, Filaret Jewgenjewitsch      |
| ALTERNATIVNAMEN  | Тележников, Филарет Евгеньевич (russisch) |
| KURZBESCHREIBUNG | sowjetischer Philosoph                    |
| GEBURTSDATUM     | Dezember 1897                             |
| STERBEDATUM      | 10. März 1943                             |